# X Factor (seizoen 2)
Het tweede seizoen van het van oorsprong Britse televisietalentenjachtprogramma X Factor was in Nederland van 16 januari 2009 tot 9 mei 2009 te zien op RTL 4. Het werd gepresenteerd door Wendy van Dijk en Martijn Krabbé. De jury bestond uit Eric van Tijn, Stacey Rookhuizen, Angela Groothuizen en Gordon.
De auditierondes werden in het najaar van 2008 gehouden. Het aantal deelnemers was 14.629. Tijdens de liveshows waren er optredens van onder anderen De Toppers, Johnny Logan en Ilse DeLange.
De finale werd live uitgezonden op 9 mei 2009 en uiteindelijk gewonnen door Lisa Hordijk, met Gordon als coach. Hordijk won een platencontract bij Sony BMG. Haar debuutsingle Hallelujah, geschreven en origineel van Leonard Cohen, was uitgebracht voor download net na de finale en verscheen op 15 mei op cd.